# Sanidina
La sanidina és un mineral que pertany a la classe dels silicats (tectosilicats), i dins d'aquesta classe al grup dels feldespats potàssics. Va ser descoberta l'any 1808 a la muntanya Drachenfels prop de Königswinter, a Alemanya, el seu nom deriva de les paraules del grec "sanis" tauleta i "idos" veure, fent menció al seu hàbit tabular. Com a sinònims es troben: gränzerita, rhyacolita o riacolita.

## Característiques
Correspon a una varietat formada a alta temperatura de feldespat potàssic, essent un alumino-tecto-silicat de potassi i sodi, sense anions addicionals. Forma una sèrie de solució sòlida amb l'albita (NaAlSi₃O₈), en la qual la substitució gradual del potassi pel sodi va donant els diferents minerals de la sèrie. Acostuma a dur com impureses: ferro, calci, sodi i aigua.
Segons la classificació de Nickel-Strunz, la sanidina pertany a «09.FA - Tectosilicats sense H₂O zeolítica, sense anions addicionals no tetraèdrics» juntament amb els següents minerals: kaliofil·lita, kalsilita, nefelina, panunzita, trikalsilita, yoshiokaïta, megakalsilita, malinkoïta, virgilita, lisitsynita, adularia, anortoclasa, buddingtonita, celsiana, hialofana, microclina, ortosa, rubiclina, monalbita, albita, andesina, anorthita, bytownita, labradorita, oligoclasa, reedmergnerita, paracelsiana, svyatoslavita, kumdykolita, slawsonita, lisetita, banalsita, stronalsita, danburita, maleevita, pekovita, lingunita i kokchetavita.

## Formació i jaciments
La sanidina és un mineral molt comú que es troba en forma de cristalls incolors o blancs en roca volcànica de tipus àcid. també s'ha trobat en nòduls d'eclogita en kimberlites. Als territoris de parla catalana ha estat descrita a diferents indrets de la regió volcànica gironina, entre el Gironès i la Garrotxa. Pot portar com impureses els minerals: quars, plagioclasa sòdica, moscovita, biotita, hornblenda i magnetita.